# Соніпат (округ)
Соніпат або Сонепат (гінді सोनीपत ज़िला, англ. Sonipat district або Sonipat district) — округ індійського штату Хар'яна в межах Національного столичного регіону із центром у місті Соніпат.